# アーリヤー航空1525便着陸失敗事故
アーリヤー航空1525便着陸失敗事故（アーリヤーこうくう1525びんちゃくりくしっぱいじこ）は2009年7月24日に、イランのマシュハドのマシュハド国際空港で起きた航空事故である。1525便はイラン国内線定期便であった。

## 事故機
事故機はイリューシン Il-62Mで、登録番号はUP-I6208であった。同機は1989年6月1日、インターフルークで機体記号DDR-SEYとして運用を開始した。1990年10月3日にD-AOAMで再登録されている。1991年7月、アエロフロートに売却され、CCCP-86578として再登録された。1993年1月にソヴィエト時代の旧アエロフロート分割によりウズベキスタン航空機となり、1993年3月にUK-96578として再登録されたが、2000年代初期には運航から離れている。2007年10月、カザフスタンの D.E.T.A. Airにリースされ、機体記号UN-86509に変更され、さらに2008年7月にUP-I6208として再登録された。アーリヤー航空には2009年3月にリースされた。

## 事故
事故はイラン夏時間18時10分（協定世界時13時40分）発生した。事故機は滑走路を高速でオーバーランし、空港敷地外に擱坐した。機首部分は完全に破壊され、原形をとどめるのは尾部のみであった。火災は発生していない。16人が死亡し、うち13人が乗員で、残るアーリヤー航空CEOのマフムード・ダードパーイを含む3人が乗客であった。全搭乗数173人のうち157人が生存した。
事故機は横滑りして滑走路を逸脱した。操縦室部分は空港敷地隔壁との衝突による衝撃で破壊され、19人が犠牲となったと報ぜられた。事故当時の天候は良好で、この時点で有効な定時飛行場実況気象通報式はMETAR OIMM 241300Z 08014KT CAVOK 34/M03 Q1012 A2989であった。すなわちマシュハド国際空港定時飛行場実況気象通報式、7月24日協定世界時13時00分発行、風速14ノット、風向080、雲底高度および視界は良好、気温は摂氏34度、露点は摂氏零下3度、気圧は1012ヘクトパスカルであった。横風のなか事故機は着陸した。事故機は緊急着陸を試みていたと伝えられる。当機はこの着陸に滑走路の「長い」距離を費やし、さらにオーバーランして、壁に激突した。これによって機首部が破壊され、車輪部から出火した。空港隔壁の位置は滑走路末端から1,100m先であった。

## 原因

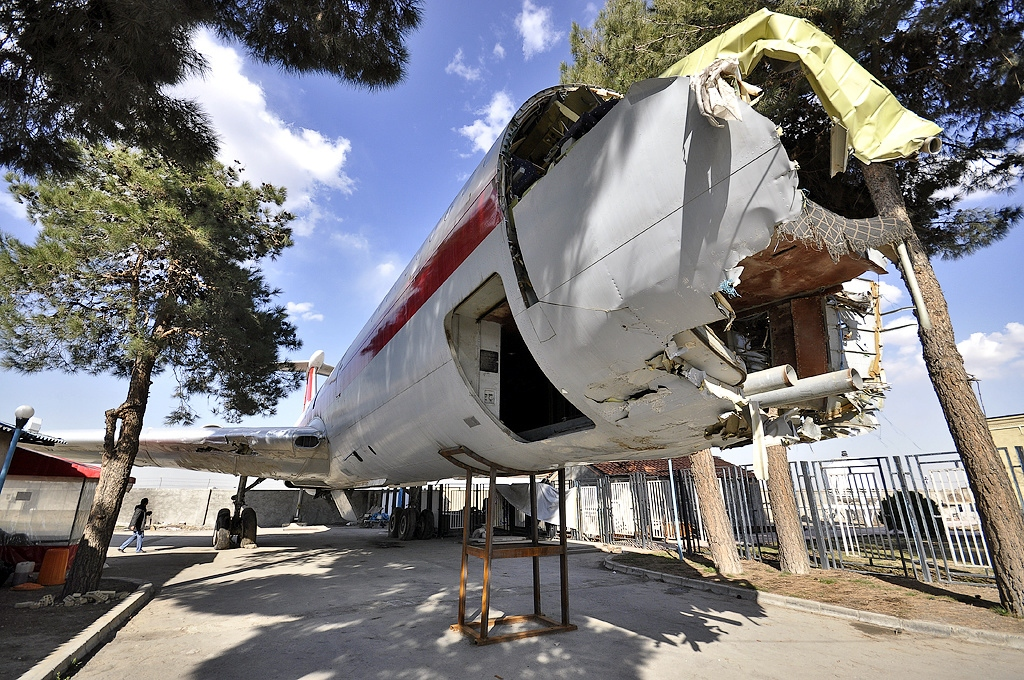
事故機の前方部

この事故はイラン民間航空機関によって調査され、事故の結果、アーリヤー航空の航空運送事業許可は停止されている。事故の原因は、着陸時の速度が145マイル毎時 (233 km/h)から165マイル毎時 (266 km/h)であるべきところを、これを越える197マイル毎時 (317 km/h)で着陸したことにあると報じられている。
着陸に際してスラストリバーサーやスポイラーといった減速装置も適切に使われなかったと述べられている。